# Peter Aalbæk Jensen
Pour les articles homonymes, voir Jensen.
Peter Aalbæk Jensen, né le 8 avril 1956 à Osted (Danemark), est un producteur de cinéma danois.

## Filmographie partielle

### Comme producteur
- 1989 : 17 op
- 1989 : En afgrund af frihed
- 1989 : Retfærdighedens rytter
- 1990 : Perfect World
- 1990 : Kys mor, skat!
- 1991 : Europa
- 1991 : De nøgne træer
- 1992 : Russian Pizza Blues
- 1993 : Smukke dreng
- 1993 : Det bli'r i familien
- 1994 : Drømspel
- 1994 : Bíódagar
- 1994 : L'Hôpital et ses fantômes (Riget) (série télévisée, 3 épisodes)
- 1995 : Carmen and Babyface
- 1995 : Cold Fever (Á köldum klaka)
- 1995 : Elsker elsker ikke...
- 1995 : Pan
- 1995 : Menneskedyret
- 1995 : La Comédie de Dieu (A Comédia de Deus)
- 1996 : Skyernes skygge rammer mig
- 1996 : Anton
- 1996 : Harry och Sonja
- 1996 : Portland
- 1996 : Breaking the Waves
- 1996 : Den attende
- 1996 : Pusher
- 1996 : Djöflaeyjan
- 1996 : De største helte
- 1997 : Den sidste viking
- 1997 : Mendel
- 1997 : Stjerner uden hjerner
- 1997 : Sekten
- 1997 : Mørkets øy
- 1998 : Constance (vidéo)
- 1998 : H.C. Andersen og den skæve skygge
- 1998 : Glasblåsarns barn
- 1998 : Lucky People Center International
- 1998 : Vildspor
- 1998 : Idioterne
- 1998 : Den blå munk
- 1998 : I Wonder Who's Kissing You Now
- 1998 : Fucking Åmål
- 1998 : Hela härligheten
- 1999 : Besat
- 1999 : Kass kukub käppadele
- 1999 : Pink Prison (vidéo)
- 2000 : Pelon maantiede
- 2000 : På fremmed mark
- 2000 : Den bästa sommaren
- 2000 : Fíaskó
- 1999 : Morten Korch - Ved stillebækken (série télévisée)
- 2000 : Fruen på Hamre
- 2000 : HotMen CoolBoyz (vidéo)
- 2000 : Le roi est vivant (The King Is Alive)
- 2000 : Dancer in the Dark
- 2000 : Ved verdens ende
- 2000 : Together (Tillsammans)
- 2000 : Bænken
- 2000 : Prop og Berta
- 2000 : Italiensk for begyndere
- 2000 : Ikíngut
- 2001 : Amerikana
- 2001 : Don's Plum
- 2001 : Et rigtigt menneske
- 2001 : Kat
- 2001 : At klappe med een hånd
- 2001 : Syndare i sommarsol
- 2001 : Fukssvansen
- 2001 : Leva livet
- 2002 : Klatretøsen
- 2002 : Minor Mishaps (Små ulykker)
- 2002 : The Last Great Wilderness
- 2002 : One Hell of a Christmas
- 2002 : Charlie Butterfly
- 2002 : Omfavn mig måne
- 2002 : Flash of a Dream
- 2002 : Lilja 4-ever
- 2002 : Elsker dig for evigt
- 2002 : Agent Sinikael
- 2002 : Kald mig bare Aksel
- 2002 : Wilbur
- 2003 : It's All About Love
- 2003 : Nu
- 2003 : Arven
- 2003 : Skagerrak
- 2003 : Dogville
- 2003 : Zafir
- 2003 : Au-delà de la lune
- 2003 : Dogville Confessions
- 2003 : Five Obstructions (De fem benspænd)
- 2003 : 2 ryk og en aflevering
- 2003 : Regel nr. 1
- 2003 : Rocket Brothers
- 2004 : Dear Wendy
- 2004 : Rød mand stå
- 2004 : Forbrydelser (In Your Hands)
- 2004 : Het zuiden
- 2004 : Dag och natt
- 2004 : Brothers (Brødre)
- 2004 : Ett hål i mitt hjärta
- 2004 : Le Fil de la vie (Strings)
- 2004 : Masjävlar
- 2004 : Levende mirakler
- 2005 : Krama mig
- 2005 : Af banen
- 2005 : Manderlay
- 2005 : Bag det stille ydre
- 2005 : Dommeren
- 2005 : Manslaughter (Drabet)
- 2005 : Bang Bang Orangutang
- 2006 : 1:1
- 2006 : We Shall Overcome (Drømmen)
- 2006 : After the Wedding (Efter brylluppet)
- 2006 : Princess
- 2006 : When Children Play in the Sky
- 2006 : Råzone
- 2006 : Farväl Falkenberg
- 2006 : Le Direktør (Direktøren for det hele)
- 2007 : Hvordan vi slipper af med de andre
- 2007 : De fortabte sjæles ø
- 2007 : Om natten
- 2007 : Den lille fiskerinde
- 2007 : De unge år: Erik Nietzsche sagaen del 1
- 2007 : Ekko
- 2007 : Leo
- 2008 : Remix
- 2008 : Gå med fred Jamil - Ma salama Jamil
- 2008 : Himlens hjärta
- 2008 : The 2007 Academy Award Nominated Short Films: Live Action
- 2008 : Dansen
- 2008 : My Black Little Heart
- 2008 : Dig og mig
- 2008 : En enkelt til Korsør
- 2008 : Fishy
- 2008 : Lille soldat
- 2009 : Mammoth
- 2009 : Original
- 2009 : Aqualorius!
- 2009 : Det røde kapel
- 2009 : Antichrist
- 2009 : Kärlekens krigare
- 2009 : Blekingegade (série télévisée)
- 2010 : Limboland
- 2010 : Kvinden der drømte om en mand
- 2010 : Sky
- 2010 : Dimension 1991-2024 (vidéo)
- 2010 : Revenge (Hævnen)
- 2010 : Sandheden om mænd
- 2010 : Alakrana (série télévisée)
- 2010 : Mor byttes (TV)
- 2011 : Vlogger
- 2011 : Perfect Sense
- 2011 : Frit fald
- 2011 : Melancholia
- 2011 : Magi i luften
- 2011 : Elles
- 2011 : The Ambassador
- 2011 : ID:A
- 2012 : En kongelig affære
- 2012 : Into the White
- 2012 : Love Is All You Need (Den skaldede frisør)
- 2012 : Volar
- 2013 : Les Enquêtes du département V : Miséricorde (Kvinden i buret)
- 2013 : The Weight of Elephants
- 2013 : Menú degustació
- 2013 : Minesh
- 2013 : Nymphomaniac: Vol. I
- 2013 : Nymphomaniac: Vol. II
- 2014 : Lev stærkt
- 2014 : Kraftidioten
- 2014 : The Salvation
- 2014 : Les Enquêtes du département V : Profanation (Fasandræberne)
- 2014 : I Am Here
- 2016 : Flaskepost fra P
- 2016 : Der kommer en dag (en post-production)
- 2017 : Darling (en production)
- 2018 : The House that Jack Built (en pré-production)
- 2018 : The Long Ships (en pré-production)

### Comme producteur-exécutif
- 1997 : Gaston's War
- 2002 : Anolit
- 2005 : Naboer
- 2005 : All About Anna (vidéo)
- 2008 : I et speil i en gåte
- 2009 : Storm
- 2014 : Les nenes no haurien de jugar al futbol (TV)